# Xã Union, Quận Delaware, Indiana
Xã Union (tiếng Anh: Union Township) là một xã thuộc quận Delaware, tiểu bang Indiana, Hoa Kỳ. Năm 2010, dân số của xã này là 2.838 người.